# So Little Time (Lied)
So Little Time (The Peking Theme) ist ein Song von Dimitri Tiomkin (Musik) und Paul Francis Webster (Text), der 1963 veröffentlicht wurde.
Tiomkin und Webster schrieben So Little Time  für den Monumentalfilm 55 Tage in Peking (Originaltitel 55 Days at Peking, 1963) unter der Regie von Nicholas Ray, mit Charlton Heston, Ava Gardner und David Niven in den Hauptrollen. Im Film wurde der Song als melancholisches Liebeslied verwendet, der die Romanze zwischen einem amerikanischen Major und einer russischen Baronin untermalen sollte, sowohl als Instrumentaltitel als auch als Gesangsnummer. Der Song, der im Film von Andy Williams gesungen wird, erhielt 1964 eine Oscar-Nominierung in der Kategorie Bester Song.
Die im Film verwendete Gesangsversion von Williams erschien auf einer Single (Columbia 4-42784, gekoppelt mit dem Doc-Pomus-Song Hopeless), auf dem Soundtrackalbum 55 Days at Peking und später auf dem Williams-Album B Sides and Rarities (2003). Coverversionen des Filmsongs nahmen u. a. Tommy Reilly, das Duke Ellington Orchestra (1964) und Mitch Miller auf. In der deutschen Synchronisation des Films wird das Lied vom Botho-Lucas-Chor interpretiert.